# Robert Anderson (scénariste)
Pour les articles homonymes, voir Robert Anderson et Anderson.
Robert Woodruff Anderson (28 avril 1917 - 9 février 2009) est un scénariste et un dramaturge américain.

## Biographie
Né à New York et ayant fait ses études à Harvard, il obtint son premier grand succès critique pour sa pièce Tea and Sympathy en 1953 et qu’il adaptera pour le cinéma en 1956.
Parmi ses autres pièces, notons All Summer Long (1955), Silent Night, Lonely Night (1960), You Know I Can't Hear You When the Water's Running (1967), I Never Sang for My Father (1968), et Absolute Strangers and The Last Act Is a Solo (toutes deux en 1991).
Il sera aussi le scénariste des films Femmes coupables (Until They Sail, 1957), Au risque de se perdre (The Nun’s Story, 1959), La Canonnière du Yang-Tsé (The Sand Pebbles, 1966) et I Never Sang for My Father (1970). On lui créditera aussi quelques scénarios de téléfilms. Robert Anderson fut marié un temps avec l’actrice Teresa Wright. Il meurt le 9 février 2009, à l'âge de 91 ans, d'une pneumonie.